# Ngạt thở trong tro
Ngạt thở trong tro là một hình thức tử hình, trong đó người bị phán được, bằng một hình thức nào đó, chôn vùi vào tro tàn nằm gây ngạt. Hình thức này từng được thực hiện tại Ba Tư cổ đại, và Trung Bộ châu Mỹ hậu cổ đại.

## Ba Tư cổ đại
Ở Ba Tư cổ đại, hình thức này được thực hiện qua việc cho người bị phán vào một tòa/phòng đầy tro. Tiếp đến, có bánh xe liên tục trộn lên tro, dần dần gây ngạt và giết người bị phán từ việc hít tro vào. Hình thức này cũng được mô tả trong Valerius Maximus và 2 Maccabees 13:5-8.
Theo đồn, người đầu tiên chịu tử hình dưới hình thức này là Sogdianus. Ông đã giết em nửa của ông là Xerxes II vào khoảng năm 423 TCN. Một em nửa khác, Ochus (sau này là Darius II) nổi loạn lại ông, và đã giết Sogdianus theo hình thức ngạt trong tro, vì anh hứa Sogdianus rằng ông sẽ không chết vì kiếm, độc, hay đói. Ngay khi chuẩn bị kết hôn Parysatis, Darius cũng xử tử em trai Arsites trong một cách tuơng tự vì nổi loạn, cùng với tướng của Arsites là Artyphius. Một thời gian sau, tướng nổi loạn Pisuthnes cũng chết vì cách tuơng tự.
Vào khoảng năm 162 trước Công nguyên, Menelaus, một vị tư tế Do Thái tại Jerusalem có thể đã chết theo cách này bởi Lysias, nhiếp chính của Antiochus V, vì có cáo buộc nổi loạn.

## Texcoco
Vào thế kỷ 15, Nezahualcoyotl, người cai trị Alcohua của Texcoco, nay thuộc Mexico ngày nay, đã tạo pháp điển trong đó người tham dự vào tình dục hậu môn đồng tính bị ngạt thở trong một đống tro. Người nhận bị kéo ruột ra, và được thay thế bằng tro, trước khi được đốt.